# Théologie évangélique
La théologie évangélique est l'enseignement et la doctrine qui concernent les questions spirituelles dans le christianisme évangélique et une théologie chrétienne d'obédience protestante. Les principaux points sont la place de la Bible, Dieu, la nouvelle naissance, la sanctification, l’Église, la mission, la charité et la fin des temps. Cette théologie s'appuie uniquement sur la Bible. 

## Principaux mouvements adhérents
Le christianisme évangélique regroupe différents courants théologiques, dont les principaux sont  conservateur fondamentaliste ou modéré et libéral ,.
La théologie évangélique regroupe les principaux aspects théologiques communs, que l’on peut retrouver dans les  confessions de foi adoptées par les associations d'églises évangéliques . Malgré les nuances dans les divers mouvements évangéliques, il y a un ensemble de croyances similaires pour les mouvements adhérant à la doctrine de l’Église de professants, dont les principaux sont l’anabaptisme, le baptisme et le pentecôtisme ,
,,,,
.

## Autorité de la Bible
La Bible est considérée par les évangéliques comme étant inspirée par Dieu lui-même et est l'autorité souveraine dans la foi évangélique,. Lorsque Paul déclare que « toute écriture » est le produit du souffle divin (cf. plus bas : Esprit Saint), « tient son souffle de Dieu », il affirme que l’Écriture est un produit d’une opération divine toute spécifique. Il est donc important de noter que le grec ne porte pas la signification que les termes de la Bible ont été insufflés dans les auteurs humains, mais plutôt que celle-ci respire Dieu. La révélation divine constitue une sorte d’écoulement perpétuel de la puissance créatrice de Dieu. Autrement dit, il est considéré que Dieu a « supervisé » la rédaction de chaque ligne de la Bible afin qu'elle contienne un message dans un langage humain envoyé par Dieu utilisant l’intellect, les styles d'écriture et le talent rédactionnel humains – cette notion est appelée théopneustie. La Bible est considérée comme un manuel de vie qui concerne tous les aspects de la vie. Souvent appelée la Parole de Dieu ou l’Écriture, elle est considérée comme infaillible et, dans certains milieux évangéliques, sans erreur – cette notion est appelée inerrance biblique . Ceci lui vaut parfois d’être interprétée d’une manière très littérale dans certains courants ultraconservateurs et fondamentalistes.  Avec le développement de la théologie évangélique modérée, dans les années 1940 aux États-Unis, l’étude de la Bible a été jumelée avec des disciplines comme l’herméneutique, l’exégèse, l’épistémologie et l’apologétique ,.

## Dieu
Les Églises et associations d'églises évangéliques ont une théologie trinitaire,
 , . Ainsi, point que l’on retrouve dans presque tous les courants principaux du christianisme, le Dieu unique, éternel et esprit est éternellement présent et révélé dans trois Personnes divines, à savoir, le Père (Dieu Tout-puissant), le Fils (ou « Fils unique » – littér. μονογενης, monogénès, « unique engendré » ; Jésus-Christ) ; et l’Esprit Saint (ou « Souffle Saint »).  Les évangéliques adhèrent au Symbole de Nicée-Constantinople adopté au premier concile de Constantinople, qui résume l’essentiel de la foi chrétienne et de la trinité . 

### Dieu le Père
Pour les évangéliques, la personne de Dieu, est le créateur du ciel et de la terre . De plus, Dieu est présenté comme un Père aimant, et la relation de l’humain avec Dieu doit nécessairement être celle d’un enfant vis-à-vis de son père.

### Jésus
Jésus est considéré par les évangéliques comme parfaitement homme et parfaitement Dieu. Cette composante de la trinité, prend une résonance et des conséquences particulières pour les évangéliques.
1. Jésus-Christ est considéré par les évangéliques comme Fils unique de Dieu ou du Père (Jean 3:16), ou encore unique engendré, sans aucune connotation biologique (croyance en sa naissance miraculeuse), mais au sens biblique du terme, qui selon l’interprétation évangélique détient un statut filial symbolique et spirituel à Dieu, rapproché de manière transversale à Isaac, fils d’Abraham (livre de la Genèse)[27].
2. Jésus-Christ est, considéré par les évangéliques comme "Dieu fait homme"[28]. C’est un objet de foi ferme que Jésus-Christ n’est qu’une manifestation charnelle de Dieu, et qu’il a existé de toute éternité[29].
3. Jésus-Christ est, considéré dans sa divinité, comme partie prenante au jugement des vivants et des morts qui aura lieu à la fin des temps[30].

### Saint-Esprit
Le Saint-Esprit (ou l’Esprit de Dieu, Esprit) Dieu en tant qu’Esprit, est considéré comme étant pleinement Dieu. Il s’agit de la manifestation éternelle de Dieu dans la dimension humaine. C’est la présence de l’Esprit que Jésus a promise dans l’Évangile à ceux qui se convertiraient, attestée par les premiers témoins du Christ (Actes des Apôtres chapitre 2) . Tous les courants évangéliques considèrent que le Saint-Esprit est présent et œuvrant dans les histoires personnelles de chaque croyant, ainsi que dans le devenir de l’Église universelle. Partie prenante de la conversion de l’individu, il est aussi considéré comme à l’origine divers dons, qui varient beaucoup si l’on se base sur les écrits néotestamentaires, mais il est courant que les associations d'églises charismatiques mettent l’accent sur tel ou tel don prodigués par l’Esprit. Les dons du Saint-Esprit sont au nombre de 9; les dons créatifs (écriture et arts), les dons pastoraux (encadrement et guidance des communautés), les dons apostoliques (prédication, enseignement), les dons prophétiques (prophétie dans ses diverses formes), les dons prodigieux (prodiges et miracles) . Le christianisme évangélique, particulièrement dans les courants pentecôtisme, mouvement charismatique évangélique, mouvement néo-charismatique, met une emphase sur l’Esprit et son action dans les vies humaines et dans l’Église.

### Adoration de Dieu seul
Les évangéliques réfutent ceux désignés comme saints par les Églises catholiques et orthodoxes car assimilant le culte de dulie, que donne ces églises aux saints ainsi désignés, et aussi particulièrement le culte d'hyperdulie, donné à Marie, à de la nécromancie et de l'idolâtrie . Ils se basent sur les dix commandements.

## Satan
Pour les évangéliques, Satan et ses démons sont responsables des malédictions et des tentations aux péchés.

## Salut

### Nouvelle naissance
Chaque humain est pécheur par nature et doit subir un châtiment éternel en enfer, mais par la foi en Jésus et par grâce, il peut obtenir le salut et aller au paradis .  La foi est une décision personnelle et un engagement, . Le croyant est sauvé par l’imputation de la justice du Christ ; tous les mérites de Christ sont imputés au croyant par la foi.
La nouvelle naissance, cette rencontre personnelle avec Jésus-Christ qui se déroule à la conversion du croyant, est considérée comme un véritable passage de la mort spirituelle à la vie spirituelle. Ce concept est basé sur Jean 3:3 "Jésus lui répondit: En vérité, en vérité, je te le dis, si un homme ne naît de nouveau, il ne peut voir le royaume de Dieu", et Jean 10:10). On parle alors de "chrétiens nés de nouveau", équivalent anglo-saxon de born-again Christians  (voir 2Corinthiens 5:17 et Galates 6:15). C’est en effet, l’une des manières les plus justes de désigner les chrétiens d’obédience évangélique sous l’angle de la conversion personnelle. La rencontre du croyant avec Jésus et la décision de lui donner sa vie marque un changement de vie important. Elle signifie la repentance, soit la reconnaissance, la confession et le renoncement au péché.  Pour la majorité des chrétiens évangéliques, la nouvelle naissance survient avant le baptême du croyant, par immersion dans l'eau . Pour certaines églises, tel que dans le courant baptiste, il est synonyme du baptême du Saint-Esprit . Pour d'autres églises, de courant pentecôtiste, le baptême du Saint-Esprit est un évènement distinct qui s'accompagne obligatoirement de la glossolalie et permet une expérimentation des dons du Saint-Esprit . Dans les églises charismatique évangélique et néo-charismatique, le baptême du Saint-Esprit est également une deuxième expérience. Toutefois, le parler en langues (glossolalie) n'est pas une l'unique preuve de cet évènement spirituel. Le croyant peut avoir reçu les 8 autres dons énoncés en 1 Corinthiens 12-14 ,.

### Sanctification
La sanctification du croyant est le processus par lequel une personne se consacre à Dieu et choisit de refuser le péché, par la grâce de Dieu, après la  nouvelle naissance. Il y a deux positions évangéliques sur la sanctification, soit la sanctification progressive et la sanctification entière .

#### Sanctification progressive
La sanctification progressive est l’œuvre de sanctification du croyant par la grâce et les décisions du croyant, après la nouvelle naissance . C’est la position de certaines associations d'églises évangéliques, telles que les églises baptistes et certaines associations d'églises pentecôtistes, tells les Assemblées de Dieu et The Foursquare Church , .

#### Sanctification entière
La sanctification entière est l’œuvre de sanctification du croyant qui devient entièrement complète lors de la nouvelle naissance . C’est la position de certaines associations d'églises pentecôtistes, telles que l’International Pentecostal Holiness Church, l’Église de Dieu (Cleveland) et l’Église de Dieu en Christ .

### Bonnes œuvres
Selon la théologie évangélique, les bonnes oeuvres sont la conséquence du salut et non sa justification.  Elles sont le signe d’une foi sincère et reconnaissante. Elles comprennent les actions pour la grande Mission, soit l’évangélisation, le service dans l’Église et la charité . Elles seront récompensées par la grâce de Dieu lors du jugement dernier .

## Église
L'Église évangélique locale est l'organisation qui représente l'Église universelle, et est vue par les évangéliques comme le corps de Jésus-Christ .  Elle est responsable de l’enseignement et des ordonnances, soit le baptême du croyant et la Sainte-Cène .  Chaque église a une confession de foi particulière et commune si elle est membre d’une association d'églises . Certaines associations sont membres d'une alliance nationale d'église de l’Alliance évangélique mondiale .

### Ministère
La gestion de l’Église est assurée par les ministres, soit les évêques, les  pasteurs, diacres,  du  conducteurs de louange et de l’évangélistes. Le ministère d’évêque avec une fonction de surveillance sur des églises à l’échelle régionale ou nationale est présent dans toutes les associations d'églises évangéliques, même si les titres de président du conseil ou de surveillant général sont majoritairement utilisés pour cette fonction ,. Le terme évêque est explicitement utilisé dans certaines associations d'églises . La gouvernance dans les églises évangéliques est majoritairement congrégationaliste et plus rarement de type épiscopalien dans certaines associations d'églises.

### Culte
Le service chez les évangéliques est vu comme un acte d'adoration de Dieu dans la vie de l'Église. Il comprend généralement deux parties principales, la louange (musique chrétienne), le sermon fondé sur la Bible, des prières, l’offrande, avec périodiquement la Sainte-Cène ,.  La croix christique est l’un des seuls symboles spirituels qui peut généralement être vu sur le bâtiment d’une église évangélique et qui permet d’identifier l’appartenance du lieu ,. En raison de leur compréhension du deuxième des dix commandements, les évangéliques n’ont pas de représentation matérielle religieuse comme des statues, des icônes ou des tableaux dans leurs lieux de culte,. Les principales fêtes chrétiennes célébrées par les évangéliques, sont Noël, Pentecôte (par une majorité d'associations d'églises évangéliques) et Pâques pour l’ensemble des croyants,,.

### Mission
Pour les évangéliques, la mission est basée sur la grande Mission donnée par Jésus, soit partager la Bonne Nouvelle, former des disciples et baptiser les croyants.  Elle est particulièrement prise en compte dans les églises, avec des programmes d'évangélisation locaux et internationaux. La plupart des évangéliques croient que la conversion des cœurs est l'œuvre de Dieu seul, par son Saint-Esprit (Jean 16:8), mais savent aussi que le partage de la foi auprès de non-croyants est une action de reconnaissance pour ce que Dieu a fait pour eux (Mathieu 10:32) . Elle prend forme dans la distribution de prospectus et de bibles, la formation de disciples, l’appui aux églises et l'aide humanitaire chrétienne .  Diverses organisations missionnaires évangéliques se sont spécialisées dans l’évangélisation au cours de l’histoire.

### Charité
La charité, cette préoccupation pour l'aide aux démunis, est l'une des trois vertus primaires chrétiennes et un concept clairement établi dès l'Ancien Testament . Elle s'exprime d'abord en termes de générosité financière mais également en égard au temps donné. Cette valeur est à l'origine de l'humanitaire chrétien moderne . Dans les années 1940, aux États-Unis, le néo-évangélisme a développé l’importance de la justice sociale et des actions humanitaires dans les églises évangéliques,,.
La majorité des organisations humanitaires chrétiennes évangéliques a été fondée dans la deuxième moitié du 20e siècle. Parmi les plus importantes, il y a World Vision International (1950), Samaritan's Purse (1970), Mercy Ships (1978), Prison Fellowship International (1979), International Justice Mission (1997) .

## Fin des temps

### Jugement dernier
C’est une croyance dans le christianisme en général et dans d’autres religions monothéistes qu’à la fin des temps, il y aura un jugement dernier par Jésus-Christ . Jésus-Christ reviendra personnellement, corporellement et de manière visible. Alors que d'autres religions et branches du christianisme conçoivent qu’ils seront jugés sur base de leurs actions (ou "œuvres"), un point important du christianisme évangélique, est de croire que les humains seront jugés sur leur foi, à savoir sur leur acceptation ou non de Jésus-Christ en tant que Sauveur et Seigneur lorsqu’ils entendirent l’évangile chrétien au cours de leur vie.
Les bonnes oeuvres sont la conséquence du salut et seront récompensées par la grâce de Dieu lors du jugement dernier .

### Les sept Dispensations
Certains évangéliques sont dispensationalistes. Ils divisent l'Histoire en sept grandes périodes (les dispensations). 
Ces 7 périodes sont :
1. L'innocence : Adam et Ève avant leur chute
2. La conscience : L’homme devient pécheur et doit rendre des comptes à Dieu
3. Le gouvernement humain : À partir du déluge, Dieu donne une organisation politique à l’humanité
4. Le règne des patriarches (ou la promesse) : Abraham, Dieu promet la bénédiction à celui qui croit en lui
5. La loi : Dieu fait alliance avec Israël pour son bien et la bénédiction des nations
6. L'Église: Dieu pardonne entièrement à celui qui croit en Jésus
7. Le millenium : Jésus reviendra et règnera pendant 1 000 ans de paix sur la terre

Ainsi, la plupart d'entre eux croit au retour du Christ, voire, pour certains, à son imminence qui procéderait alors à l'Enlèvement de l'Église. Selon eux, et dans un premier temps, l'Église sera donc enlevée (1 Thessaloniciens 4.16-18) et ainsi préservée des jugements qui frapperont le monde (Apocalypse 3:10) pendant 7 ans, puis sera unie au Messie (Apoc 19:7-8) avant que celui-ci ne vienne instaurer le millénium (Apoc 20:1-6) de paix sur la Terre. Après quoi viendra le Jugement dernier (Apoc 20:11-15), la fin du monde et l'entrée dans un monde nouveau (Apoc 21:1).
- Les évangéliques sionistes: Ils sont dispensationalistes et sionistes car ils croient être à la fin de la sixième dispensation. En effet, pour eux, la création de l'état moderne d'Israël (1948) correspond au rétablissement biblique et prophétique d'Israël, au rétablissement du peuple élu, prologue à la septième dispensation et au retour du Christ[91]. Aider au plein établissement d'Israël et le soutenir correspond donc à suivre le plan et la volonté de Dieu.
- Les évangéliques non sionistes: Bien que pensant être dans la sixième dispensation, ils doutent ou ne perçoivent même pas du tout l'Israël moderne comme étant le royaume d'Israël devant être rétabli par la volonté divine[92]. Pour eux, l'état moderne est une résultante des hommes et non de Dieu; en ce sens, ils rejoignent la position Haredim ou des juifs ultra-orthodoxes. Soutenir cet Israël non divin, non prophétique, pourrait alors aller à l'encontre de la volonté divine; leur attitude oscille donc entre la neutralité et l'hostilité vis-à-vis de l'état d'Israël.
- Les évangéliques non dispensationalistes: Pour eux le dispensationalisme est une doctrine surtout mise au point par Cyrus Scofield, humaine, n'étant même pas mentionnée dans la Bible et donc sans aucune inspiration divine, ni fondement. Cependant, cela ne les empêche pas d'estimer la seconde venue du Christ,  plus ou moins proche dans le temps. Leur attitude envers l'état d'Israël est donc variable mais généralement neutre.

## Controverses
Une doctrine particulièrement controversée dans les Églises évangéliques est celle de la théologie de la prospérité, qui s’est répandue dans les années 1970 et 1980 aux États-Unis, principalement par le télévangélisme. Cette doctrine est centrée sur l’enseignement de la foi chrétienne comme un moyen de s’enrichir financièrement et matériellement, par une « confession positive » et une contribution aux ministères chrétiens.  Des promesses de guérison divine et de  prospérité sont garanties en échange de certains montants de dons  ,, . La fidélité dans la dîme permettrait de s’éviter les malédictions de Dieu, les attaques du diable et la pauvreté ,, .  Les offrandes et la dîme occupent ainsi beaucoup de temps dans certains cultes. Souvent associée avec la dîme obligatoire, cette doctrine est parfois comparée à un  business religieux ,,,.  
Elle est critiquée par des pasteurs et des unions d’église, comme le CNEF, en France ,.